# 青木新
青木 新（あおき あらた、1881年（明治14年）2月11日 - 1970年（昭和45年）1月10日）は、日本の外交官。駐メキシコ公使、駐スペイン公使。

## 経歴
熊本県、現在の熊本市で、小学校教員・青木健次郎の長男として生まれる。1907年（明治40年）、東京帝国大学法科大学政治科を卒業し、外交官及領事官試験合格した。シカゴ領事官補、副領事、領事、大使館三等書記官、同二等書記官、外務書記官、外務大臣秘書官、大使館一等書記官、同参事官、ホノルル総領事を歴任し、その間、中国、ロシア、アメリカ合衆国、ブラジルに赴任した。
1926年（大正15年）駐メキシコ公使に就任し、1930年（昭和5年）4月から同年8月までは駐キューバ公使も兼ねた。1932年（昭和7年）、駐スペイン公使に転じた。